# Pengxi

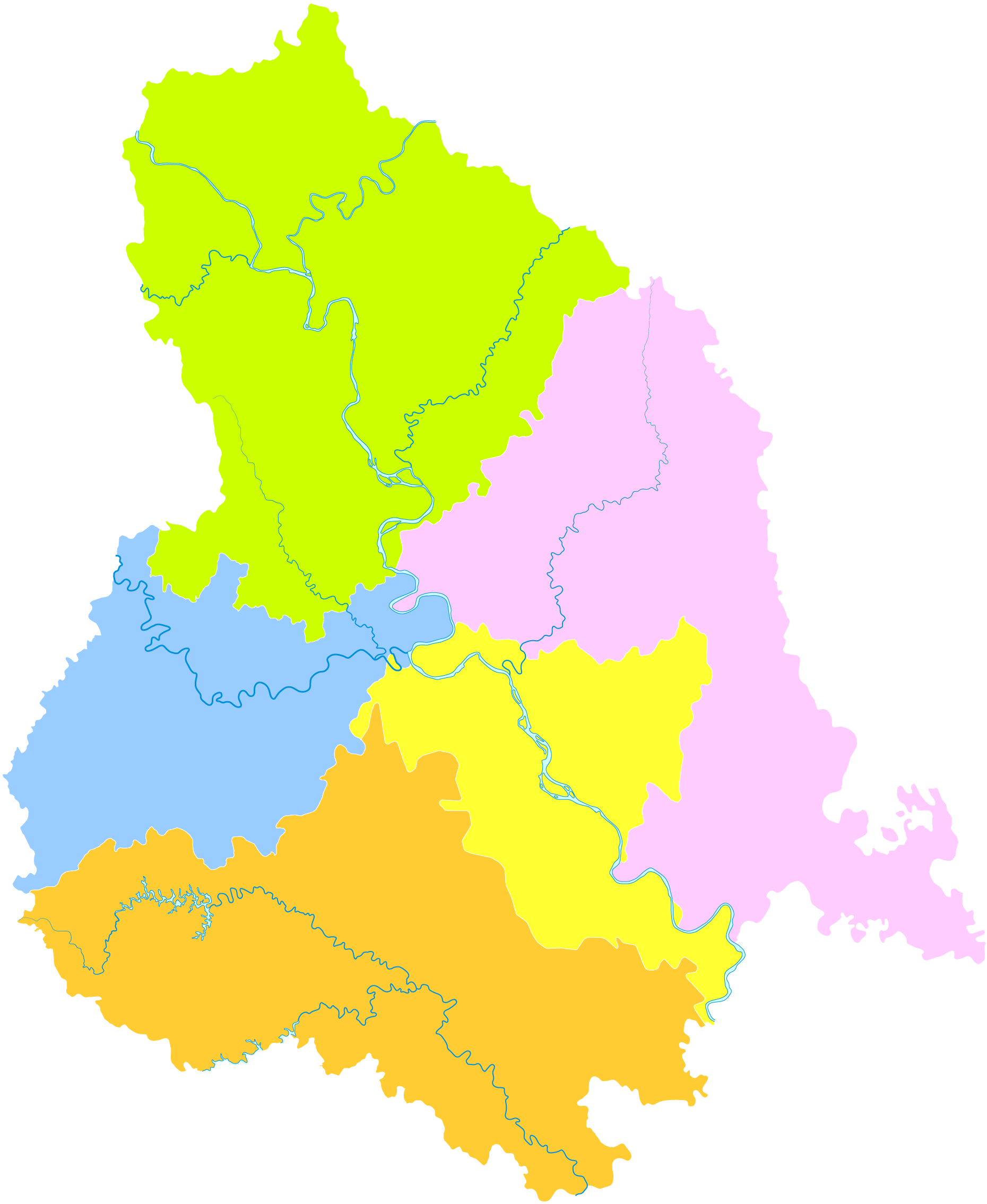
Lage des Kreises Pengxi im Gebiet der bezirksfreien Stadt Suining

Pengxi (蓬溪县,  Péngxī Xiàn) ist ein Kreis der bezirksfreien Stadt Suining in der südwestchinesischen Provinz Sichuan. 
Der Kreis erstreckt sich über 55 km in Ost-West-Richtung und 63 km in Nord-Süd-Richtung und hat eine Fläche von 1.254 km² und zählt 430.344 Einwohner (Stand: Zensus 2020). 2018 betrug die Einwohnerzahl ca. 678.000. Sein Hauptort ist die Großgemeinde Chicheng (赤城镇).
Die Pagode des Jiufeng-Tempels (Jiufeng si ta 鹫峰寺塔) aus der Zeit der Song-Dynastie und der Baofan-Tempel (Baofan si 宝梵寺) stehen seit 2006 auf der Liste der Denkmäler der Volksrepublik China.

## Administrative Gliederung
Seit 2014 setzt sich der Kreis auf Gemeindeebeneaus 18 Großgemeinden und 13 Gemeinden zusammen. Diese sind:
- Großgemeinde Chicheng (赤城镇), Hauptort
- Großgemeinde Xinhui (新会镇)
- Großgemeinde Wenjing (文井镇)
- Großgemeinde Mingyue (明月镇)
- Großgemeinde Changle (常乐镇)
- Großgemeinde Tianfu (天福镇)
- Großgemeinde Hongjiang (红江镇)
- Großgemeinde Baofan (宝梵镇)
- Großgemeinde Dashi (大石镇)
- Großgemeinde Jixiang (吉祥镇)
- Großgemeinde Mingfeng (鸣凤镇)
- Großgemeinde Renlong (任隆镇)
- Großgemeinde Sanfeng (三凤镇)
- Großgemeinde Gaoping (高坪镇)
- Großgemeinde Pengnan (蓬南镇)
- Großgemeinde Gunli (群利镇)
- Großgemeinde Jinqiao (金桥镇)
- Großgemeinde Jixing (吉星镇)

- Gemeinde Luoge (罗戈乡)
- Gemeinde Banqiao (板桥乡)
- Gemeinde Huaihua (槐花乡)
- Gemeinde Xinxing (新星乡)
- Gemeinde Huangni (黄泥乡)
- Gemeinde Heye (荷叶乡)
- Gemeinde Jinlong (金龙乡)
- Gemeinde Nongxing (农兴乡)
- Gemeinde Xinsheng (新胜乡)
- Gemeinde Huishui (回水乡)
- Gemeinde Gunli (群力乡)
- Gemeinde Gaosheng (高升乡)
- Gemeinde Xiadong (下东乡)